# Montipouret
Montipouret là một xã ở tỉnh Indre khu vực trung bộ Pháp. Xã này có diện tích 27,89 km², dân số thời điểm năm 1999 là 507 người. Khu vực này có độ cao trung bình 170 mét trên mực nước biển.